# Messico ai Giochi della XXXIII Olimpiade
Il Messico ha partecipato ai Giochi della XXXIII Olimpiade, svoltisi a Parigi dal 26 luglio all'11 agosto 2024, con una delegazione di 109 atleti (incluse le riserve), 46 uomini e 63 donne, in 23 sport e 29 discipline.
I portabandiera alla cerimonia di apertura sono stati Emiliano Hernández e Alejandra Orozco, mentre quelli alla cerimonia di chiusura Marco Verde e Nuria Diosdado.

## Medagliere

### Medaglie
| Medaglia | Nome                                             | Sport           | Evento                             |
| -------- | ------------------------------------------------ | --------------- | ---------------------------------- |
| Argento  | Prisca Awiti Alcaraz                             | Judo            | 63 kg femminile                    |
| Argento  | Osmar Olvera Juan Manuel Celaya                  | Tuffi           | Trampolino 3 metri sincro maschile |
| Argento  | Marco Verde                                      | Pugilato        | Pesi welter maschile               |
| Bronzo   | Ángela Ruiz Alejandra Valencia Ana Paula Vázquez | Tiro con l'arco | Squadre femminile                  |
| Bronzo   | Osmar Olvera                                     | Tuffi           | Trampolino 3 metri maschile        |

## Delegazione
| Sport              | Uomini | Donne | Totale |
| ------------------ | ------ | ----- | ------ |
| Atletica leggera   | 9      | 9     | 18     |
| Badminton          | 1      | 0     | 1      |
| Canoa/kayak        | 0      | 3     | 3      |
| Canottaggio        | 2      | 1     | 3      |
| Ciclismo           | 2      | 6     | 8      |
| Equitazione        | 4      | 0     | 4      |
| Ginnastica         | 0      | 8     | 8      |
| Golf               | 2      | 2     | 4      |
| Judo               | 0      | 2     | 2      |
| Lotta              | 2      | 0     | 2      |
| Nuoto              | 4      | 2     | 6      |
| Nuoto artistico    | 0      | 9     | 9      |
| Pentathlon moderno | 2      | 2     | 4      |
| Pugilato           | 2      | 2     | 4      |
| Scherma            | 1      | 0     | 1      |
| Sollevamento pesi  | 0      | 1     | 1      |
| Surf               | 1      | 0     | 1      |
| Taekwondo          | 1      | 1     | 2      |
| Tennistavolo       | 1      | 1     | 2      |
| Tiro con l'arco    | 3      | 3     | 6      |
| Tiro               | 2      | 3     | 5      |
| Triathlon          | 2      | 2     | 4      |
| Tuffi              | 5      | 4     | 9      |
| Vela               | 0      | 2     | 2      |
| Totale             | 46     | 63    | 109    |